# 贝蒂西圣皮埃尔
贝蒂西圣皮埃尔（法語：Béthisy-Saint-Pierre，法語發音：[betizi sɛ̃ pjɛʁ]）是法国瓦兹省的一个市镇，位于该省东南部，属于桑利斯区。

## 地理
贝蒂西圣皮埃尔（49°18'4"N, 2°48'11"E）面积6.53 平方千米，位于法国上法蘭西大區瓦兹省，该省份为法国北部内陆省份，北起索姆省，西接厄尔省和滨海塞纳省，南至塞纳-马恩省和瓦兹河谷省，东临埃纳省。
与贝蒂西圣皮埃尔接壤的市镇（或旧市镇、城区）包括：奥鲁伊、贝蒂西圣马丹、内里、桑蒂讷、圣索沃尔。

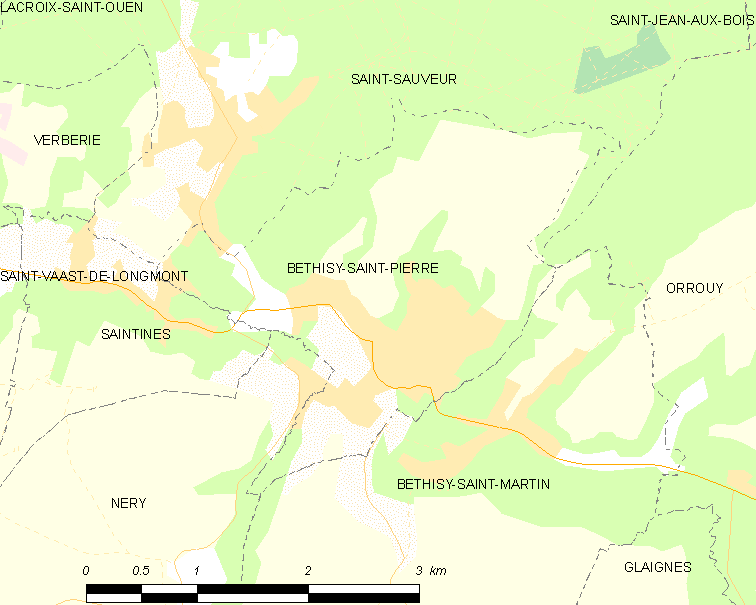
贝蒂西圣皮埃尔的OSM定位图

贝蒂西圣皮埃尔的时区为UTC+01:00、UTC+02:00（夏令时）。

## 行政
贝蒂西圣皮埃尔的邮政编码为60320，INSEE市镇编码为60068。

## 政治
贝蒂西圣皮埃尔所属的省级选区为瓦卢瓦地区克雷皮县。

## 人口

1962-2008年间贝蒂西圣皮埃尔人口变化图示

贝蒂西圣皮埃尔于2022年1月1日时的人口数量为3133人。